# Lijst van rijksmonumenten in Maastricht/Brusselsestraat
Een overzicht van de 70 rijksmonumenten in de stad Maastricht gelegen aan of bij de Brusselsestraat.
| Object | Oorspronkelijke functie? | Bouwjaar               | Architect       | Locatie             | Coördinaten?                  | Nr.?   | Afbeelding           |
| --- | ------------------------ | ---------------------- | --------------- | ------------------- | ----------------------------- | ------ | -------------------- |
| Huis met lijstgevel. | Woonhuis                 |                        |                 | Brusselsestraat 4A  | 50° 50' 59" NB, 5° 41' 7" OL  | 26855  | Huis met lijstgevel. |
| Huis met lijstgevel. | Woonhuis                 |                        |                 | Brusselsestraat 6   | 50° 50' 59" NB, 5° 41' 7" OL  | 26856  | Meer afbeeldingen    |
| Huis met lijstgevel. | Gebouw                   | eerste helft 18e eeuw  |                 | Brusselsestraat 7   | 50° 50' 58" NB, 5° 41' 7" OL  | 26857  | Meer afbeeldingen    |
| Huis met lijstgevel. | Woonhuis                 | derde kwart 19e eeuw   |                 | Brusselsestraat 10A | 50° 50' 59" NB, 5° 41' 6" OL  | 26858  | Meer afbeeldingen    |
| Huis met lijstgevel, met banden en hoekblokken.                                                                                                  | Gebouw                   | 16e eeuw               |                 | Brusselsestraat 11A | 50° 50' 58" NB, 5° 41' 7" OL  | 26859  | Meer afbeeldingen    |
| Huis met smalle lijstgevel; en een winkelpui met gietijzer.                                                                                      | Gebouw                   | 18e-19e eeuw           |                 | Brusselsestraat 13  | 50° 50' 58" NB, 5° 41' 6" OL  | 26860  | Meer afbeeldingen    |
| Huis met lijstgevel. | Gebouw                   | 18e eeuw               |                 | Brusselsestraat 15  | 50° 50' 58" NB, 5° 41' 6" OL  | 26861  | Meer afbeeldingen    |
| Huis met lijstgevel. | Woonhuis                 | 18e eeuw               |                 | Brusselsestraat 16  | 50° 50' 59" NB, 5° 41' 5" OL  | 26862  | Meer afbeeldingen    |
| Huis ST VRBANE met lijstgevel. | Gebouw                   | 1766                   |                 | Brusselsestraat 17  | 50° 50' 58" NB, 5° 41' 6" OL  | 26863  | Meer afbeeldingen    |
| Huis IN DEN VOS met smalle lijstgevel. | Gebouw                   | 1756                   |                 | Brusselsestraat 20  | 50° 50' 59" NB, 5° 41' 4" OL  | 26864  | Meer afbeeldingen    |
| Huis met lijstgevel. | Woonhuis                 | 18e eeuw               |                 | Brusselsestraat 22  | 50° 50' 59" NB, 5° 41' 4" OL  | 26865  | Meer afbeeldingen    |
| Huis met lijstgevel, voorzien van segmentboogvensters in Naamse steen.                                                                           | Gebouw                   | 18e eeuw               |                 | Brusselsestraat 24  | 50° 50' 59" NB, 5° 41' 4" OL  | 26866  | Meer afbeeldingen    |
| Huis met lijstgevel, met banden en hoekblokken.                                                                                                  | Gebouw                   | 17e eeuw               |                 | Brusselsestraat 26  | 50° 50' 59" NB, 5° 41' 4" OL  | 26867  | Meer afbeeldingen    |
| Huis met lijstgevel, met banden en hoekblokken.                                                                                                  | Gebouw                   | 17e eeuw               |                 | Brusselsestraat 30  | 50° 50' 59" NB, 5° 41' 3" OL  | 26868  | Meer afbeeldingen    |
| Huis met lijstgevel van Naamse steen. | Gebouw                   | eerste helft 18e eeuw  |                 | Brusselsestraat 31  | 50° 50' 58" NB, 5° 41' 4" OL  | 26869  | Meer afbeeldingen    |
| Huis met lijstgevel, met banden en hoekblokken en profiellijsten.                                                                                | Gebouw                   | 17e eeuw               |                 | Brusselsestraat 32  | 50° 50' 59" NB, 5° 41' 3" OL  | 26870  | Meer afbeeldingen    |
| Huis met lijstgevel. | Woonhuis                 | eerste helft 18e eeuw  |                 | Brusselsestraat 33  | 50° 50' 58" NB, 5° 41' 4" OL  | 26871  | Meer afbeeldingen    |
| Huis met lijstgevel. | Gebouw                   | eerste helft 18e eeuw  |                 | Brusselsestraat 35  | 50° 50' 58" NB, 5° 41' 4" OL  | 26872  | Meer afbeeldingen    |
| Huis met lijstgevel. | Gebouw                   | 19e eeuw               |                 | Brusselsestraat 36  | 50° 50' 59" NB, 5° 41' 2" OL  | 26873  | Meer afbeeldingen    |
| Ruïne van het klooster de Beyerd of Sint-Josaphatsdal.                                                                                           | Kerk en kerkonderdeel    | 1479-1509              |                 | Brusselsestraat 38  | 50° 50' 59" NB, 5° 41' 1" OL  | 26874  | Meer afbeeldingen    |
| Huis met smalle lijstgevel. | Woonhuis                 | eerste helft 18e eeuw  |                 | Brusselsestraat 39  | 50° 50' 58" NB, 5° 41' 3" OL  | 26875  | Meer afbeeldingen    |
| Huis met lijstgevel. | Woonhuis                 | 18e eeuw               |                 | Brusselsestraat 41  | 50° 50' 58" NB, 5° 41' 3" OL  | 26876  | Meer afbeeldingen    |
| Huis met lijstgevel. | Woonhuis                 | 18e eeuw               |                 | Brusselsestraat 43  | 50° 50' 58" NB, 5° 41' 3" OL  | 26877  | Meer afbeeldingen    |
| Huis waarvan de lijstgevel, voorzien is van banden en hoekblokken.                                                                               | Woonhuis                 | 17e eeuw               |                 | Brusselsestraat 45  | 50° 50' 58" NB, 5° 41' 3" OL  | 26878  | Meer afbeeldingen    |
| Huis met lijstgevel. | Woonhuis                 | 17e eeuw               |                 | Brusselsestraat 47  | 50° 50' 58" NB, 5° 41' 2" OL  | 26879  | Meer afbeeldingen    |
| Huis met lijstgevel. | Woonhuis                 | eerste helft 18e eeuw  |                 | Brusselsestraat 48  | 50° 50' 59" NB, 5° 40' 59" OL | 26880  | Meer afbeeldingen    |
| Huis met lijstgevel. | Gebouw                   | eerste helft 18e eeuw  |                 | Brusselsestraat 50  | 50° 50' 59" NB, 5° 40' 59" OL | 26881  | Meer afbeeldingen    |
| Huis met lijstgevel, voorzien van segmentboogvensters in Naamse steen.                                                                           | Gebouw                   | derde kwart 18e eeuw   |                 | Brusselsestraat 51  | 50° 50' 58" NB, 5° 41' 2" OL  | 26882  | Meer afbeeldingen    |
| Huis met segmentboogvensters in Naamse steen. | Gebouw                   | 19e eeuw               |                 | Brusselsestraat 53A | 50° 50' 58" NB, 5° 41' 1" OL  | 26883  | Meer afbeeldingen    |
| Huis met door pilasters gelede lijstgevel. | Gebouw                   | 17e-19e eeuw           |                 | Brusselsestraat 54  | 50° 50' 59" NB, 5° 40' 59" OL | 26884  | Meer afbeeldingen    |
| Huis met lijstgevel. | Woonhuis                 | laatste helft 18e eeuw |                 | Brusselsestraat 55  | 50° 50' 58" NB, 5° 41' 1" OL  | 26885  | Meer afbeeldingen    |
| Huis met door pilasters gelede lijstgevel. | Gebouw                   | 17e-19e eeuw           |                 | Brusselsestraat 56  | 50° 50' 59" NB, 5° 40' 58" OL | 26886  | Meer afbeeldingen    |
| Huis met hoekblokken en resten van banden in de sterk gewijzigde lijstgevel.                                                                     | Gebouw                   | eerste helft 17e eeuw  |                 | Brusselsestraat 57  | 50° 50' 58" NB, 5° 41' 0" OL  | 26887  | Meer afbeeldingen    |
| Huis met brede lijstgevel met links een koetspoort.                                                                                              | Gebouw                   | eerste helft 18e eeuw  |                 | Brusselsestraat 58  | 50° 50' 59" NB, 5° 40' 58" OL | 26888  | Meer afbeeldingen    |
| Huis met lijstgevel uit 1629 met hoekblokken en banden.                                                                                          | Woonhuis                 | 1629                   |                 | Brusselsestraat 59  | 50° 50' 58" NB, 5° 41' 0" OL  | 26889  | Meer afbeeldingen    |
| Huis met lijstgevel. | Woonhuis                 | 18e eeuw               |                 | Brusselsestraat 67  | 50° 50' 58" NB, 5° 40' 59" OL | 26890  | Meer afbeeldingen    |
| Huis met brede lijstgevel, voorzien van vensters in Naamse steen, in verticale richting met elkaar verbonden door panelen.                       | Gebouw                   | laatste kwart 18e eeuw |                 | Brusselsestraat 68  | 50° 50' 59" NB, 5° 40' 57" OL | 26891  | Meer afbeeldingen    |
| Huis met lijstgevel. | Woonhuis                 | eerste helft 19e eeuw  |                 | Brusselsestraat 71  | 50° 50' 58" NB, 5° 40' 59" OL | 26892  | Meer afbeeldingen    |
| Huis met rijk versierde lijstgevel in Lodewijk XVI-stijl.                                                                                        | Gebouw                   |                        |                 | Brusselsestraat 76A | 50° 50' 59" NB, 5° 40' 55" OL | 26893  | Meer afbeeldingen    |
| Huis met brede lijstgevel. Van 1731-1771 Refugie van St. Gerlach.                                                                                | Woonhuis                 | derde kwart 18e eeuw   |                 | Brusselsestraat 77  | 50° 50' 58" NB, 5° 40' 58" OL | 26894  | Meer afbeeldingen    |
| Huis met lijstgevel. | Gebouw                   | eerste helft 18e eeuw  |                 | Brusselsestraat 79  | 50° 50' 58" NB, 5° 40' 57" OL | 26895  | Meer afbeeldingen    |
| Huis met lijstgevel. | Gebouw                   | eerste helft 18e eeuw  |                 | Brusselsestraat 81  | 50° 50' 58" NB, 5° 40' 56" OL | 26896  | Meer afbeeldingen    |
| Huis met lijstgevel, voorzien van segmentboogvensters in Naamse steen.                                                                           | Gebouw                   | 18e eeuw               |                 | Brusselsestraat 82A | 50° 50' 59" NB, 5° 40' 55" OL | 26897  | Meer afbeeldingen    |
| Huis met lijstgevel. | Gebouw                   | eerste helft 18e eeuw  |                 | Brusselsestraat 83  | 50° 50' 58" NB, 5° 40' 56" OL | 26898  | Meer afbeeldingen    |
| Huis met statige brede gevel in Lodewijk XVI-stijl met hoekrisalieten, die geaccentueerd zijn door geblokte lisenen.                             | Woonhuis                 |                        |                 | Brusselsestraat 84  | 50° 50' 59" NB, 5° 40' 54" OL | 26899  | Meer afbeeldingen    |
| Huis met lijstgevel. | Gebouw                   | 18e eeuw               |                 | Brusselsestraat 85  | 50° 50' 58" NB, 5° 40' 56" OL | 26900  | Meer afbeeldingen    |
| Huis met lijstgevel. | Woonhuis                 | eerste helft 18e eeuw  |                 | Brusselsestraat 92  | 50° 50' 59" NB, 5° 40' 53" OL | 26901  | Meer afbeeldingen    |
| Boerderij met een brede lijstgevel met vensters in Naamse steen en een horizontale reliefband. Poort in Naamse steen met geprofileerde imposten. | Boerderij                | 18e eeuw               |                 | Brusselsestraat 93  | 50° 50' 58" NB, 5° 40' 52" OL | 26902  | Meer afbeeldingen    |
| Huis met lijstgevel. | Gebouw                   | 19e eeuw               |                 | Brusselsestraat 96  | 50° 50' 59" NB, 5° 40' 52" OL | 26903  | Meer afbeeldingen    |
| Huis met lijstgevel, voorzien van segmentboogvensters in Naamse steen.                                                                           | Gebouw                   | 18e eeuw               |                 | Brusselsestraat 97  | 50° 50' 58" NB, 5° 40' 51" OL | 26904  | Meer afbeeldingen    |
| Huis met lijstgevel, en vensters in Naamse steen.                                                                                                | Gebouw                   | 18e eeuw               |                 | Brusselsestraat 98  | 50° 50' 59" NB, 5° 40' 52" OL | 26905  | Meer afbeeldingen    |
| Huis met lijstgevel, met segmentboogvensters in Naamse steen.                                                                                    | Gebouw                   | 18e eeuw               |                 | Brusselsestraat 99  | 50° 50' 58" NB, 5° 40' 51" OL | 26906  | Meer afbeeldingen    |
| Huis met lijstgevel. | Gebouw                   | eerste helft 18e eeuw  |                 | Brusselsestraat 101 | 50° 50' 58" NB, 5° 40' 50" OL | 26907  | Meer afbeeldingen    |
| Huis met lijstgevel. | Gebouw                   | 1743                   |                 | Brusselsestraat 105 | 50° 50' 58" NB, 5° 40' 50" OL | 26908  | Meer afbeeldingen    |
| Huis met brede lijstgevel, waarin een ingang en vensters met spiegelbogen in Naamse steen.                                                       | Gebouw                   | derde kwart 18e eeuw   |                 | Brusselsestraat 109 | 50° 50' 58" NB, 5° 40' 49" OL | 26909  | Meer afbeeldingen    |
| Huisje met lijstgevel. | Gebouw                   | 19e eeuw               |                 | Brusselsestraat 111 | 50° 50' 58" NB, 5° 40' 49" OL | 26910  | Meer afbeeldingen    |
| Huis met lijstgevel. | Woonhuis                 | 19e eeuw               |                 | Brusselsestraat 113 | 50° 50' 58" NB, 5° 40' 48" OL | 26911  | Meer afbeeldingen    |
| Huis met brede lijstgevel met rechts een koetspoort.                                                                                             | Gebouw                   | 19e eeuw               |                 | Brusselsestraat 114 | 50° 50' 59" NB, 5° 40' 51" OL | 26912  | Meer afbeeldingen    |
| Huis met lijstgevel, met banden en hoekblokken.                                                                                                  | Woonhuis                 | 17e eeuw               |                 | Brusselsestraat 117 | 50° 50' 58" NB, 5° 40' 47" OL | 26913  | Meer afbeeldingen    |
| Huis met eenvoudige lijstgevel. | Gebouw                   | 19e eeuw               |                 | Brusselsestraat 119 | 50° 50' 58" NB, 5° 40' 47" OL | 26914  | Meer afbeeldingen    |
| Huis met lijstgevel, met banden en hoekblokken.                                                                                                  | Woonhuis                 | 17e eeuw               |                 | Brusselsestraat 121 | 50° 50' 58" NB, 5° 40' 47" OL | 26915  | Meer afbeeldingen    |
| Huis met brede lijstgevel van Naamse steen, bestaande uit twee maal twee traveeën.                                                               | Woonhuis                 | 1755                   |                 | Brusselsestraat 124 | 50° 50' 59" NB, 5° 40' 50" OL | 26919  | Meer afbeeldingen    |
| Huis, met trapgevel aan de Sint Nicolaasstraat.                                                                                                  | Gebouw                   | 17e eeuw               |                 | Brusselsestraat 127 | 50° 50' 58" NB, 5° 40' 46" OL | 26920  | Meer afbeeldingen    |
| Huis met brede lijstgevel. | Woonhuis                 | 17e eeuw               |                 | Brusselsestraat 130 | 50° 50' 59" NB, 5° 40' 48" OL | 26921  | Meer afbeeldingen    |
| Huis met brede lijstgevel. | Gebouw                   | 19e eeuw               |                 | Brusselsestraat 136 | 50° 50' 59" NB, 5° 40' 47" OL | 26922  | Meer afbeeldingen    |
| Huis, waarvan de voorgevel, met hoekblokken en banden, eindigt in een hoofdgestel met consoles.                                                  | Gebouw                   | 17e eeuw               |                 | Brusselsestraat 140 | 50° 50' 59" NB, 5° 40' 46" OL | 26923  | Meer afbeeldingen    |
| De op het achterterrein aanwezige resten uit kolenzandsteen van de eerste ommuring van na 1229.                                                  | Omwalling                | na 1229                |                 | Brusselsestraat 3   | 50° 50' 58" NB, 5° 41' 8" OL  | 28009  | Upload foto          |
| Op het achterterrein resten van de eerste stadsmuur van na 1229, als erfafscheiding met Sint Servaasklooster 6.                                  | Omwalling                | na 1229                |                 | Brusselsestraat 1   | 50° 50' 59" NB, 5° 41' 8" OL  | 28010  | Upload foto          |
| St.Aloysiusschool | Onderwijs en wetenschap  | 1907                   | Joseph Hollman  | Brusselsestraat 46  | 50° 51' 1" NB, 5° 40' 58" OL  | 506665 | Meer afbeeldingen    |
| St.Lydwinahuis | Gezondheidszorg          | 1937                   | Alphons Boosten | Brusselsestraat 38  | 50° 51' 3" NB, 5° 40' 59" OL  | 506708 | Meer afbeeldingen    |